# Újiráz
Újiráz è un comune dell'Ungheria di 576 abitanti (dati 2001). È situato nella contea di Hajdú-Bihar.